# Niditinea pallidorsella
Niditinea pallidorsella är en fjärilsart som beskrevs av Philipp Christoph Zeller 1877. Niditinea pallidorsella ingår i släktet Niditinea och familjen äkta malar.
Artens utbredningsområde är Colombia. Inga underarter finns listade i Catalogue of Life.